# Acehnais (peuple)
Ne doit pas être confondu avec Aceh ou Acehnais (langue).
Les acehnais (prononcé a.t͡ʃe.nɛ) ou aceh (prononcé a.t͡ʃe ; en acehnais : ureuëng Acèh, en indonésien : orang Aceh) sont un groupe ethnique originaire des côtes de la région d'Aceh, sur la pointe nord-ouest de l'île de Sumatra en Indonésie. Ils sont presque tous musulmans sunnites.
De par l'emplacement géographique de leur aire de peuplement sur les routes commerciales qui relient la Chine et l'Inde, leur culture a incorporé des éléments chinois, indiens, arabes, persans et turcs. La colonisation a apporté des influences portugaises et néerlandaises.

## Nom
Les acehnais sont aussi connus sous les noms de aceh, atjeh, lam muri, lambri, akhir, achin, asji, a-tse et atse.

## Origines
La région d'Aceh est peuplée depuis le Pléistocène. Des annales chinoises mentionnent dès le VIe siècle la présence de populations bouddhistes à Aceh. L'hindouisme arrive dans la région au VIIIe siècle et l'islam est attesté par Marco Polo dès 1292. L'apparence physique des acehnais témoigne de leur métissage avec plusieurs autres peuples.

### Substrat austronésien
Les acehnais sont un peuple austronésien originaire d'Asie du Sud-Est. Il est difficile d'établir avec précision la date de leur migration. Ils auraient une origine génétique commune avec les bataks, les gayos et les alas.

### Influences indiennes
La présence de mots sanskrits dans la langue acehnaise témoigne d'un héritage indien ancien. Certains acehnais ont des origines tamoules et gujaraties. Cela est dû aux échanges commerciaux répétés avec l'Inde dès les VIIe et VIIIe siècle, qui favorisent l'expansion de l'hindouisme puis de l'islam à Aceh.

### Influences moyen-orientales
La plupart des arabes qui ont migré à Aceh étaient originaires du Yémen. Certains y venaient pour faire du commerce et d'autres y venaient en tant qu'oulémas pour répandre l'islam. À Aceh, les nobles revendiquent souvent une origine arabe, voire un statut de sâdah (descendant de Muhammad, le prophète de l'islam). Ces derniers sont généralement appelés habib (en arabe : le cher, l'aimé) en marque de respect. À l'époque du sultanat d'Aceh (1496-1903), les monarques se déclaraient issus de lignées de sâdah, témoignant ainsi du prestige attribué à ce statut.
Des persans et des turcs ont également fréquenté Aceh en tant que commerçants et en tant qu'oulémas. Les turcs ont notamment pratiqué le commerce d'armes avec le sultanat et certains d'entre eux sont devenus mercenaires pour le compte du sultan. Certains prénoms turcs et persans sont encore utilisés par les acehnais de nos jours. Par ailleurs, le nom de la capitale d'Aceh, Banda Aceh, comporte un mot d'origine persane (banda signifie port).

### Influences chinoises

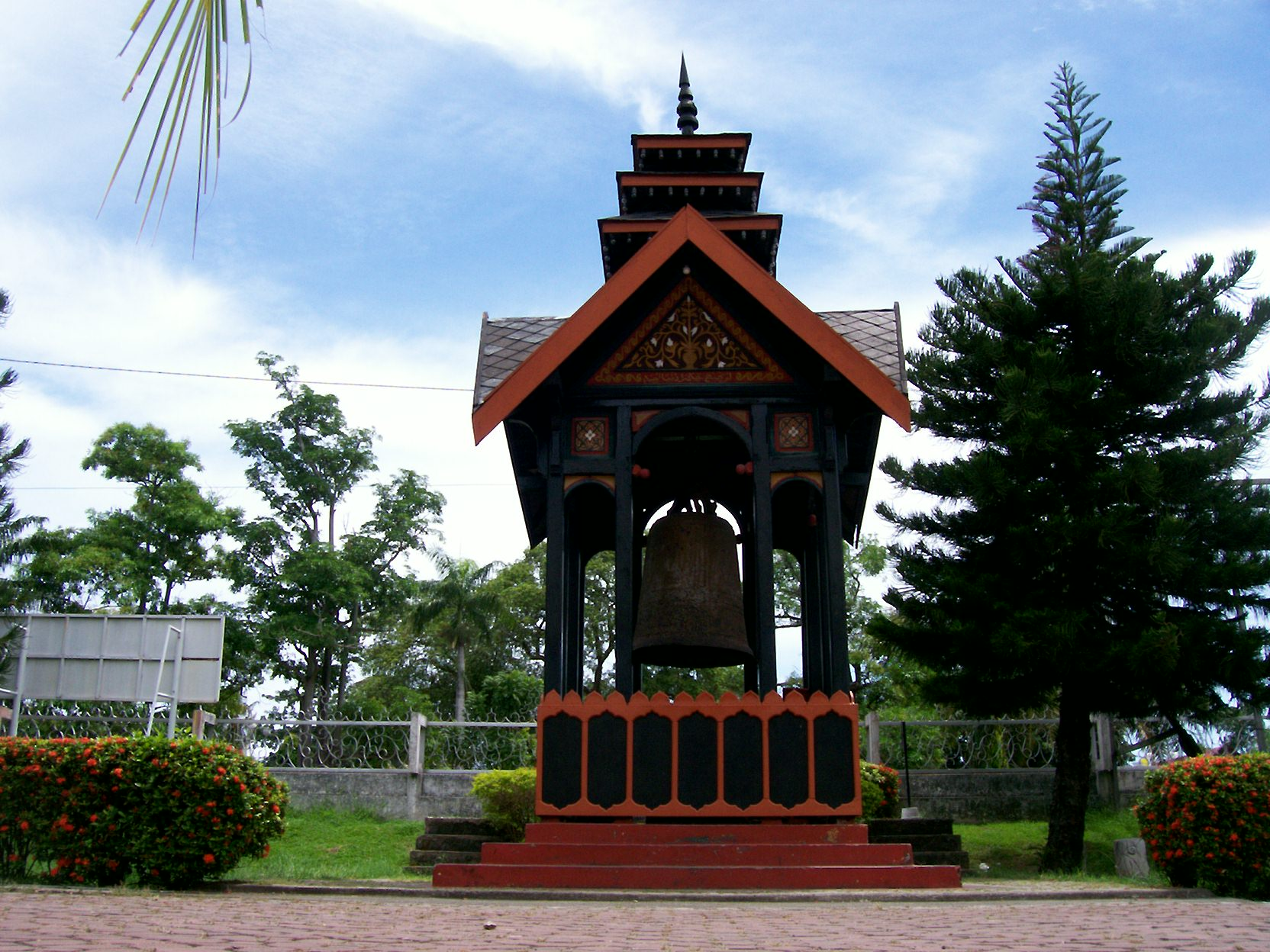
La cloche chakra donya, cadeau de l'empereur chinois Ming Chengzu au Sultan de Pasai, symbolise le lien culturel entre chinois et acehnais.

Même si des commerçants chinois visitent Aceh dès le VIe siècle et entretiennent des rapports commerciaux réguliers avec les populations des côtes, ils n'établissent des relations diplomatiques formelles qu'au XIIIe siècle. Il faut attendre le XVIIe siècle pour que des chinois s'installent définitivement à Aceh en quantité significative. Certains s'acculturent dans la société acehnaise, se marient avec des locaux et se convertissent à l'islam, mais d'autres préservent leur identité.

### Influences européennes
Au début du XVIe siècle, des portugais en chemin vers Malacca s'arrêtent au nord-ouest de la province d'Aceh. Quelques uns s'y installent définitivement, se marient avec des acehnais et, au fil des générations, rejoignent l'islam. Certains de leurs descendants ont encore des caractéristiques physiques qui témoignent de ce métissage.
Après la guerre d'Aceh (1873-1904), les colons néerlandais prennent le contrôle de la province d'Aceh, qu'ils colonisent jusqu'en 1945. L'histoire du peuple acehnais est marquée par une grande résistance face à la colonisation néerlandaise. Les néerlandais étaient peu nombreux dans la région et les mariages mixtes étaient rares.

### Influences indonésiennes
Même si la présence de javanais à Aceh est attestée dès le XVe siècle, elle reste marginale jusque dans les années 1960. En 1964, dans le cadre la transmigration (un programme de migrations internes organisé par le gouvernement indonésien), de nombreuses familles javanaises migrent à Sumatra, y compris dans la province d'Aceh. Des vagues de transmigrations plus importantes ont lieu en 1973 et 1975. Mais entre 1976 et 2005, un conflit armé oppose le gouvernement indonésien et le GAM, un mouvement séparatiste acehnais qui se déclare « indépendant de toute forme de contrôle politique du régime étranger de Jakarta et des allogènes de l'île de Java ». Près de 19 000 familles javanaises quittent la province pendant ces trois décennies. En 2010, les javanais représentaient 8,94% de la population d'Aceh, soit près de 400 000 personnes. Nombre d'entre eux ont épousé des acehnais et se sont acculturés dans la société acehnaise pendant et après le conflit.
Des minangkabaus et des bataks, originaires de régions voisines du nord de Sumatra, se sont également établis en territoire acehnais et mélangés avec la population locale,.

## Culture

### Mémoire

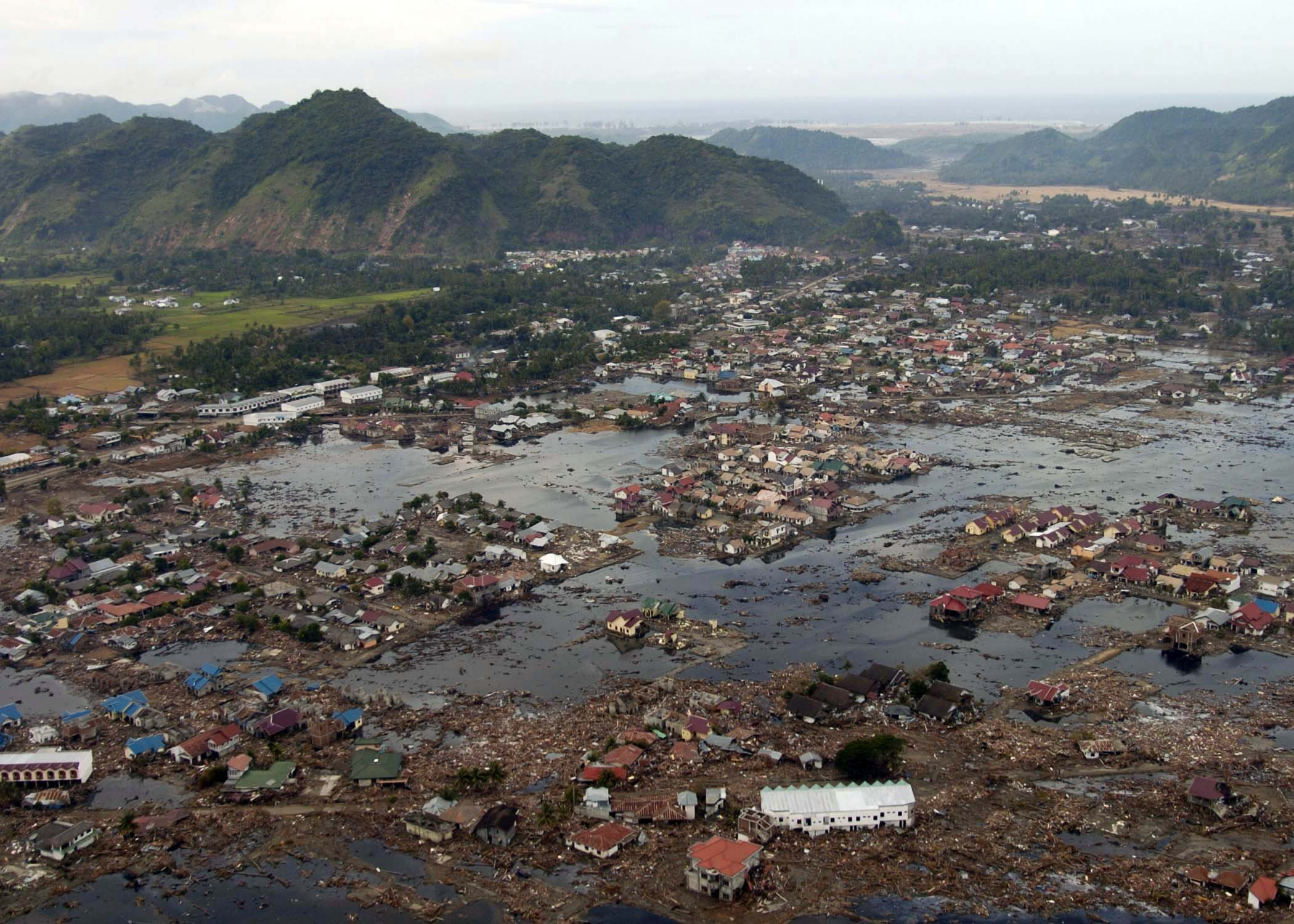
Un village acehnais détruit par le tsunami.

La mémoire collective des acehnais est marquée par différentes luttes. Aceh est l'une des dernières provinces d'Indonésie à avoir été colonisée, à la suite de la guerre d'Aceh (1873-1904). Cette guerre était considérée comme une guerre sainte par les locaux. L'Indonésie obtient son indépendance en 1945 mais celle-ci n'est reconnue qu'en 1949. Néanmoins, de 1976 à 2005, un conflit armé oppose le gouvernement indonésien et le GAM, un mouvement séparatiste acehnais.
Le 26 décembre 2004, un tsunami violent frappe Aceh et cause 160 000 décès, notamment dans les régions côtières, et détruit de nombreuses infrastructures. Environ 500 000 personnes perdent leur domicile dans la catastrophe. L'idée que ce drame puisse être une punition divine a été une des causes de l'établissement de la charia à Aceh en 2005,.
En 2007, 84,6% de la population souffrait d'un trouble psychiatrique et 69,8% souffrait de détresse émotionnelle sévère. Le traumatisme lié aux conflits politiques et au tsunami affecte encore les acehnais aujourd'hui.

### Organisation sociale

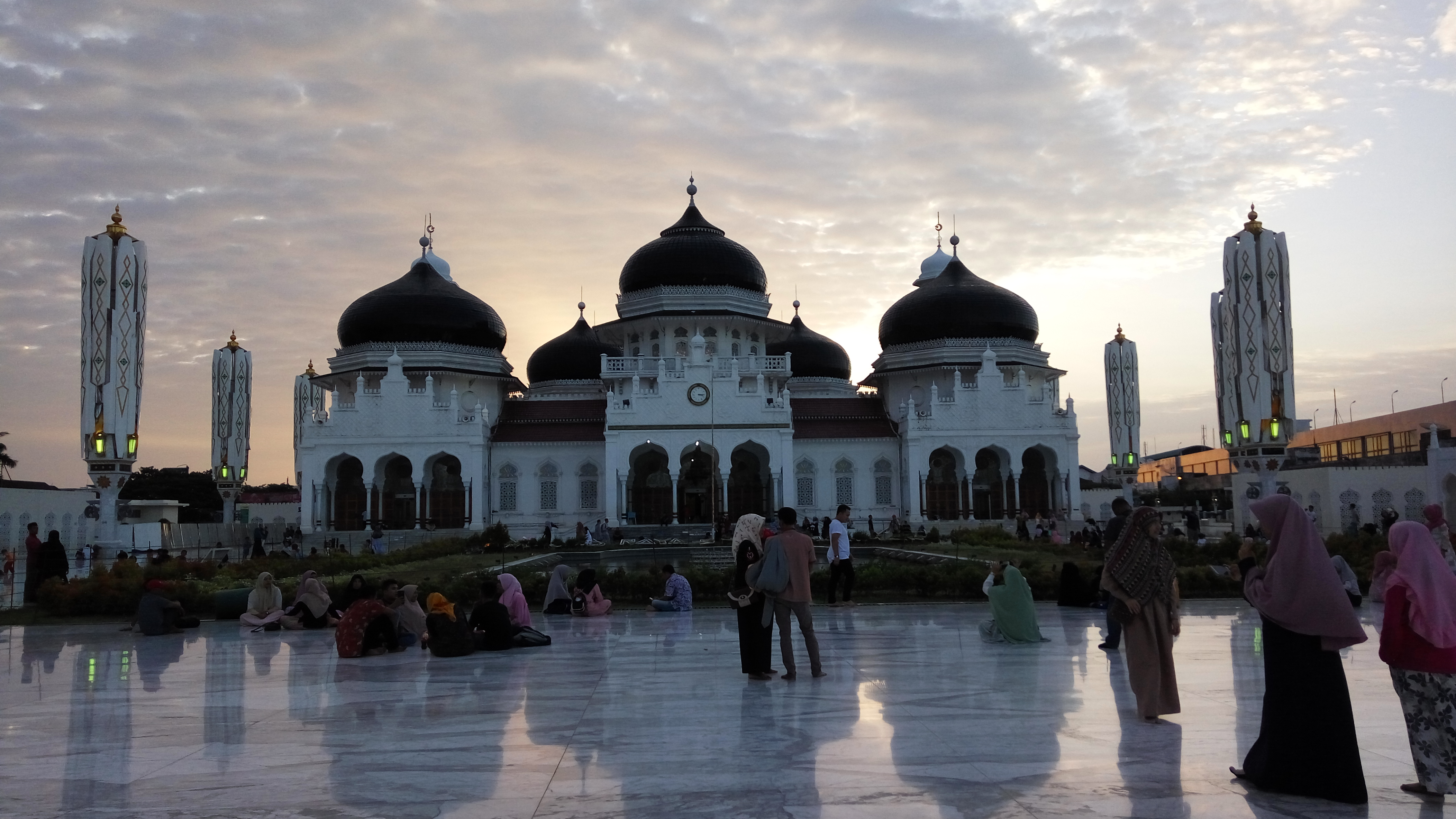
La Grande Mosquée Baiturrahman à Banda Aceh.

La quasi-totalité des acehnais adhère à l'islam sunnite de rite shafiite. Des communautés musulmanes acehnaises sont attestées dès la fin du XIIIe siècle. Les acehnais étaient probablement les premiers indonésiens à rejoindre l'islam. Aujourd'hui, leur islam est plutôt conservateur et il est un élément structurant de leur identité. La province d'Aceh est la seule province d'Indonésie où la charia (loi islamique) est appliquée.
La société acehnaise est matrilocale comme la plupart des sociétés du nord de Sumatra. Lors du mariage, le mari paye une dot à sa femme conformément à la prescription islamique, mais il déménage pour vivre chez elle. En effet, les maisons familiales sont généralement transmises aux filles. Pour éviter que le droit musulman en matière d'héritage ne s'applique dessus, les parents doivent céder leur maison quand ils sont encore vivants.
Traditionnellement, le territoire acehnais est organisé en mukims, divisés en gampôngs et régi par trois formes d'autorité : la cour du sultan, les lobbies de commerçants et les oulémas. Au XXe siècle, les changements politiques majeurs, l'industrialisation et le développement de l'accès à l'éducation supérieure dans les centres urbains ont renversé cette structure sociale. Il existe désormais une dichotomie entre les villes et les campagnes. La plupart des acehnais ruraux travaillent dans l'agriculture ou dans l'industrie. La culture du riz et du café sont très répandues à Aceh, ainsi que la pêche.
Comme les autres peuples austronésiens, les acehnais respectent les personnes âgées. Ils sont généralement généreux et accueillants.

### Habitation

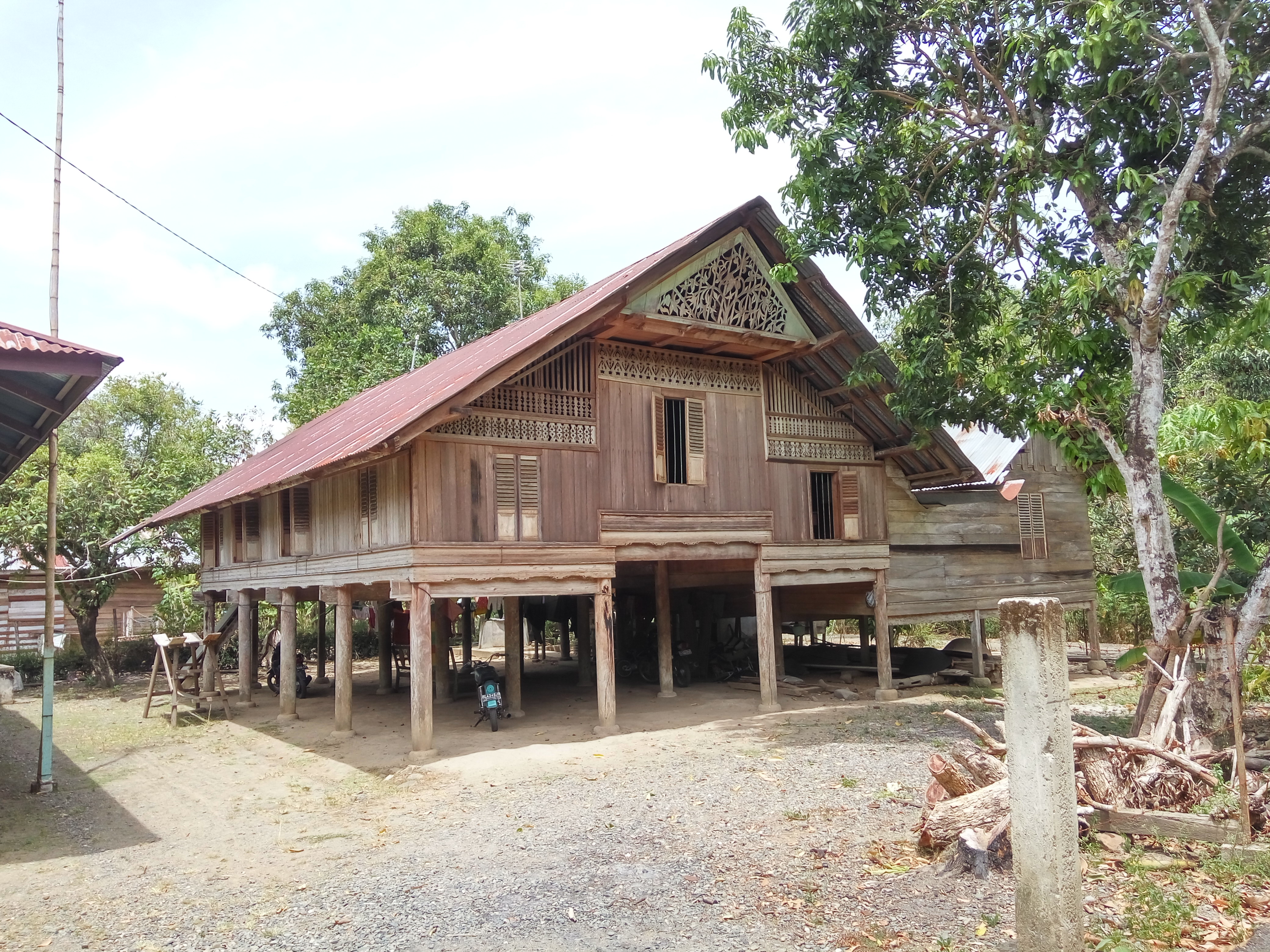
Une maison traditionnelle acehnaise.

La maison traditionnelle acehnaise (en aceh : Rumoh Acèh, en indonésien : Rumah Aceh) est généralement construite sur pilotis. Le sol est en bois de palmier areng, les murs en bambou tissés et le toit est recouvert de feuilles de sagoutier. La construction sur pilotis, courante dans le monde malais, permet d'éviter les dégâts des eaux lors des inondations. Pour accéder à l'espace d'habitation, situé en hauteur, il y a généralement une échelle ou un escalier. Il peut également y avoir un grenier à riz à côté de la maison. Néanmoins, ces maisons traditionnelles sont de moins en moins courantes, progressivement remplacées par des maisons de plain-pied en béton.
La culture acehnaise est matrilocale. Le père doit commencer les préparatifs de la construction de la maison de sa fille quand elle atteint l'âge de sept ans. La fille doit rester chez ses parents jusqu'à la naissance de son premier enfant, après quoi elle peut avoir sa propre maison. Son mari déménage alors chez elle.

### Cuisine
La cuisine acehnaise a été influencée par les cuisines indienne, chinoise et arabe. Elle utilise beaucoup d'épices, notamment du curry, du gingembre, de la coriandre, du poivre, du clou de girofle, du fenouil, du cumin et du lait de coco. La viande de poulet, de bœuf, de buffle et de chèvre ainsi que le poisson sont fréquemment utilisés. Traditionnellement, certains plats utilisent du cannabis mais cette pratique tend à disparaître car elle est interdite par la loi indonésienne et par l'islam.

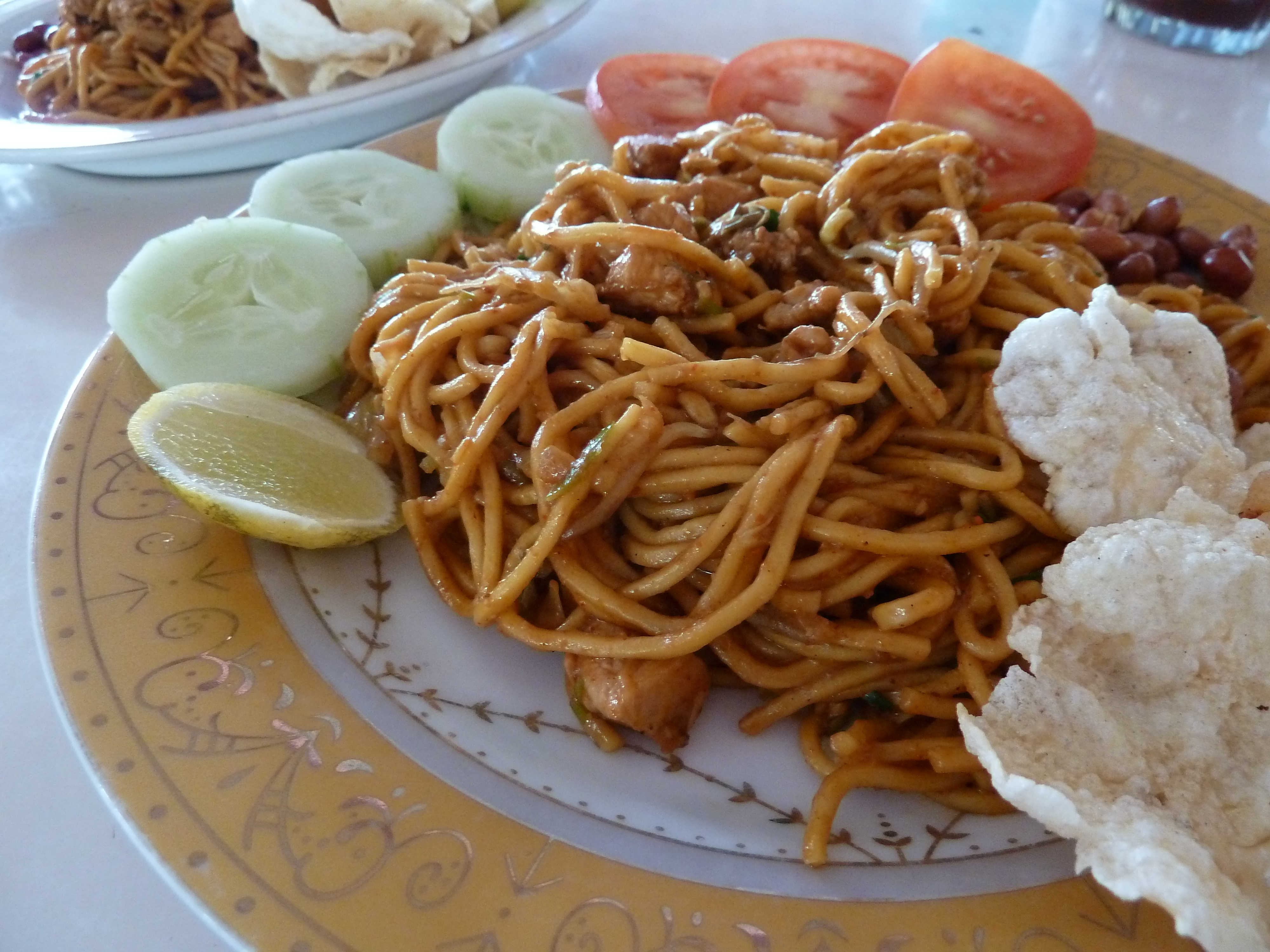
Les mie Aceh (nouilles acehnaises) sont le plat acehnais le plus connu en dehors de la province. Il en existe de nombreuses variantes.
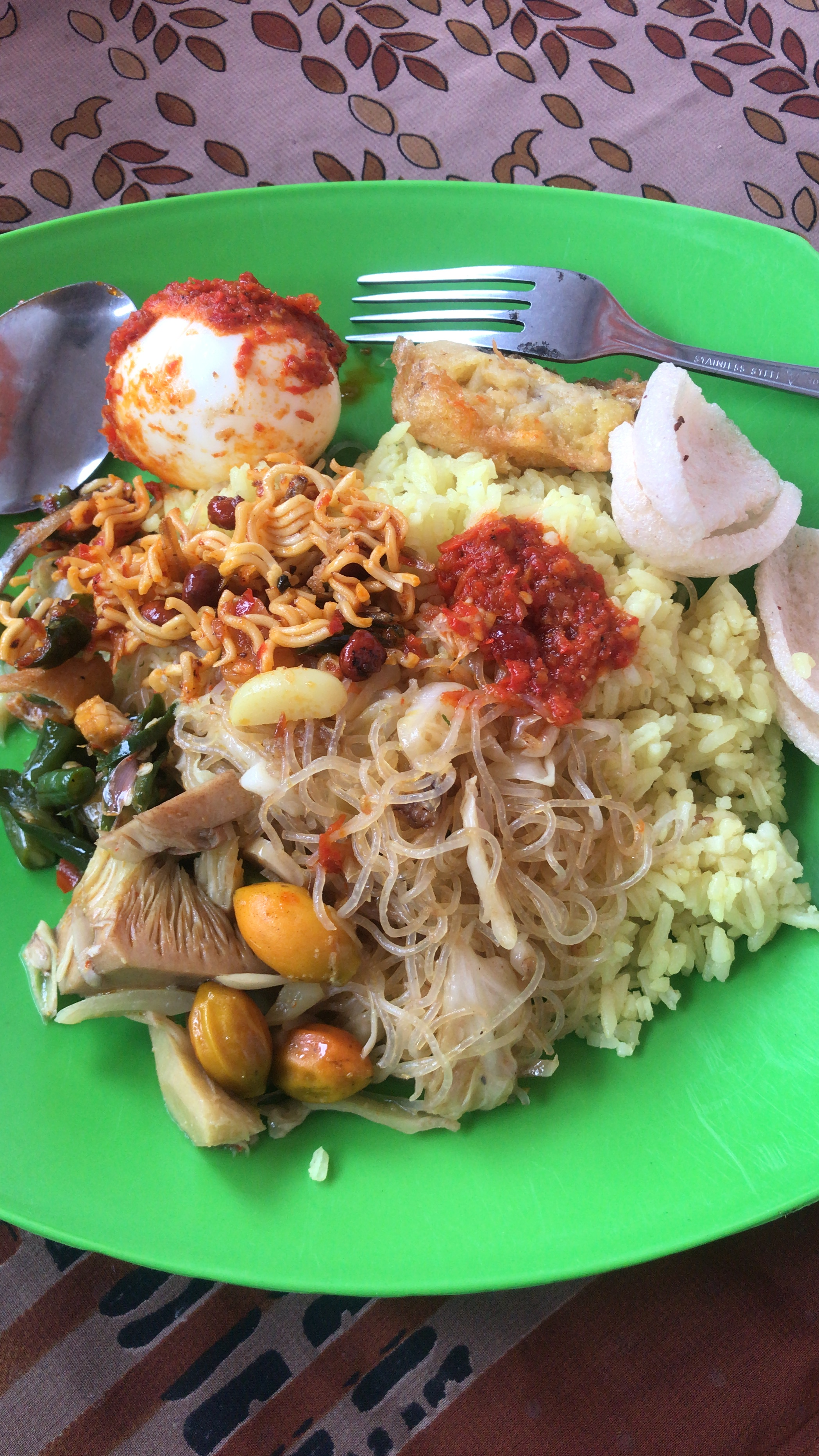
Le nasi gurih (litt. riz savoureux) est obtenu en mélangeant du riz et du riz gluant avec du lait de coco et divers accompagnements.
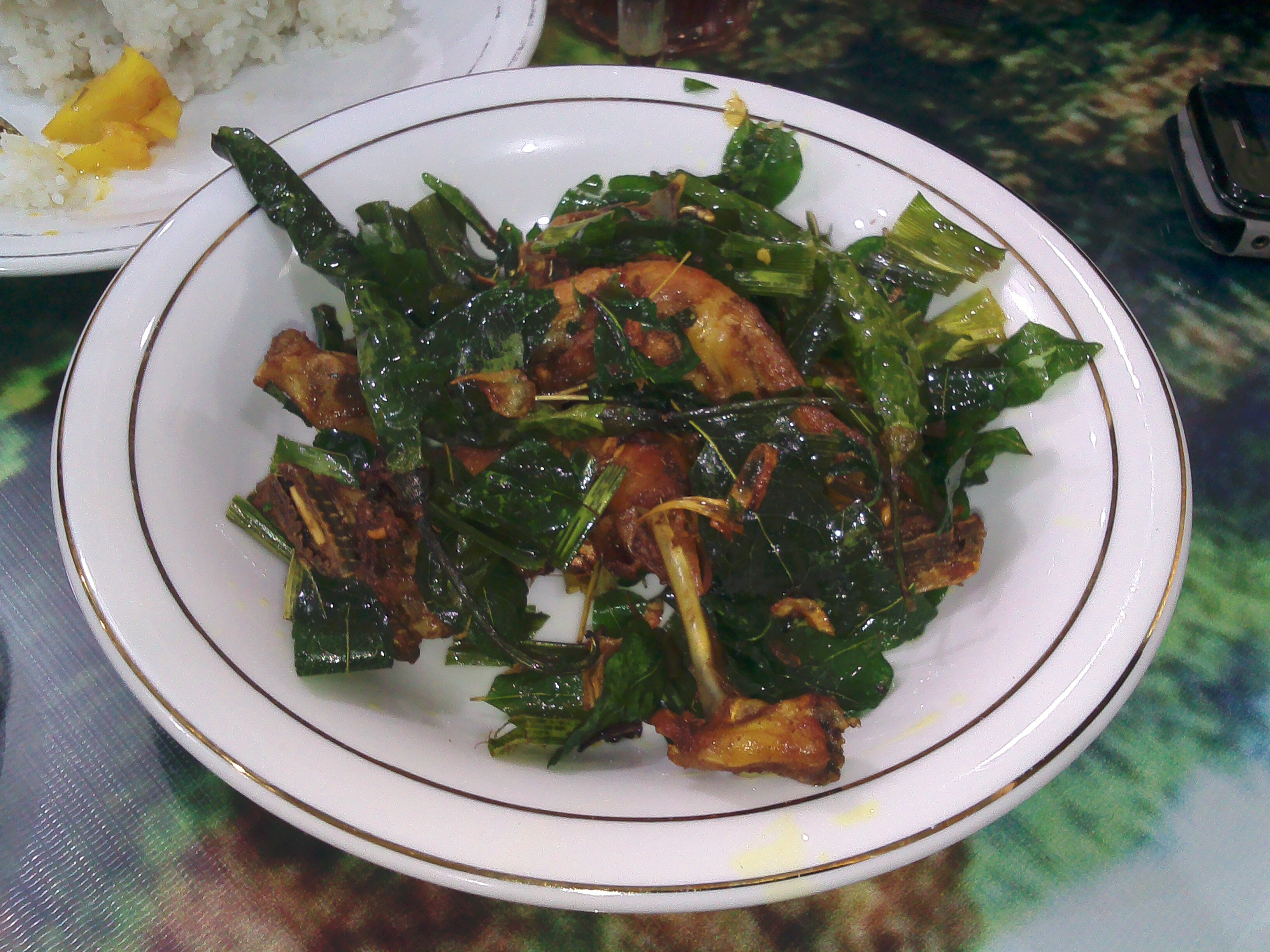
L'ayam tangkap est un poulet épicé, puis frit, puis mélangé avec des feuilles de curry ou, plus rarement, des feuilles de cannabis.
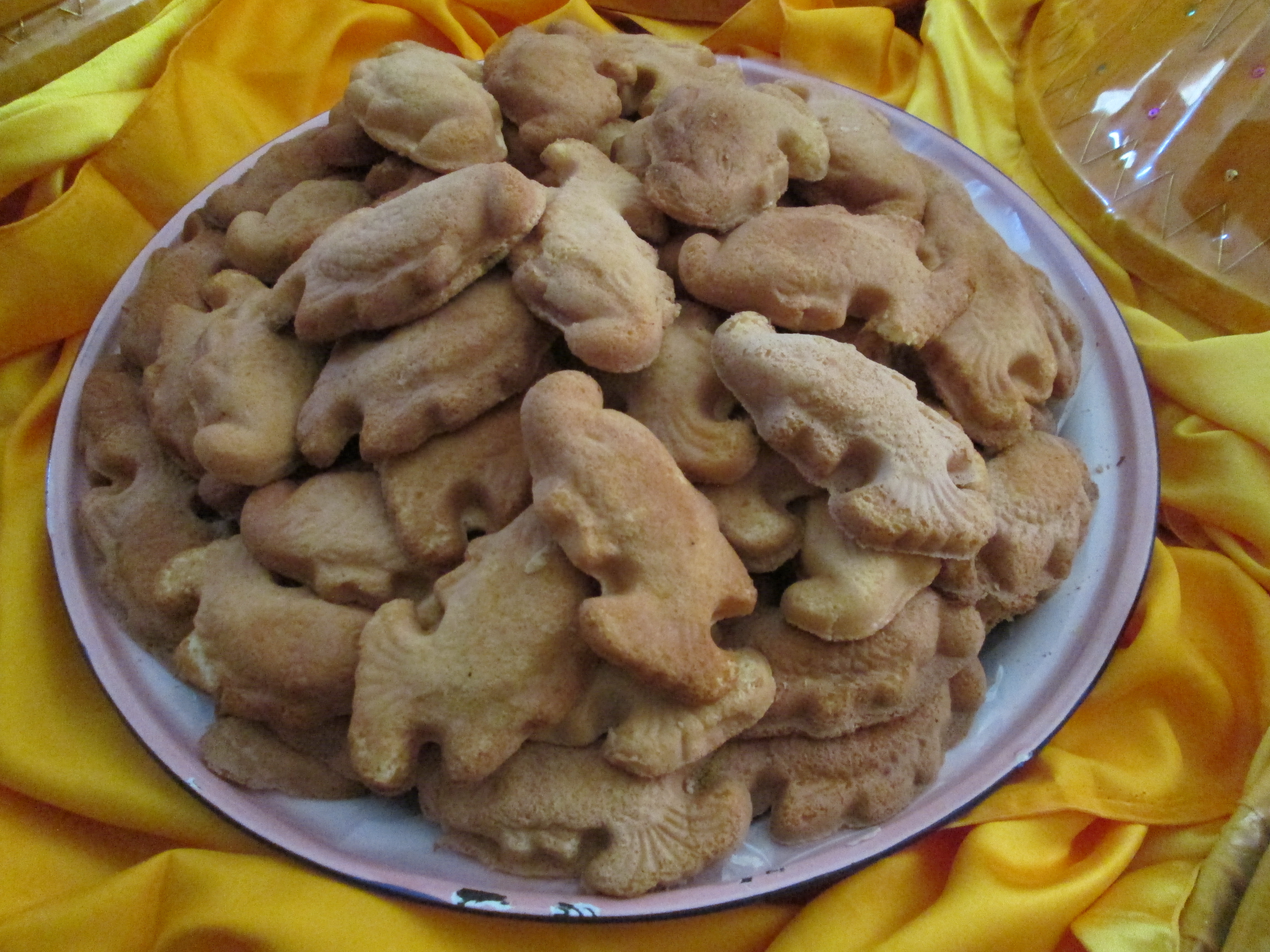
Le bhôi est un gâteau traditionnel acehnais souvent moulé en forme de poisson. Il est composé de farine, de sucre, d'œufs et d'huile.
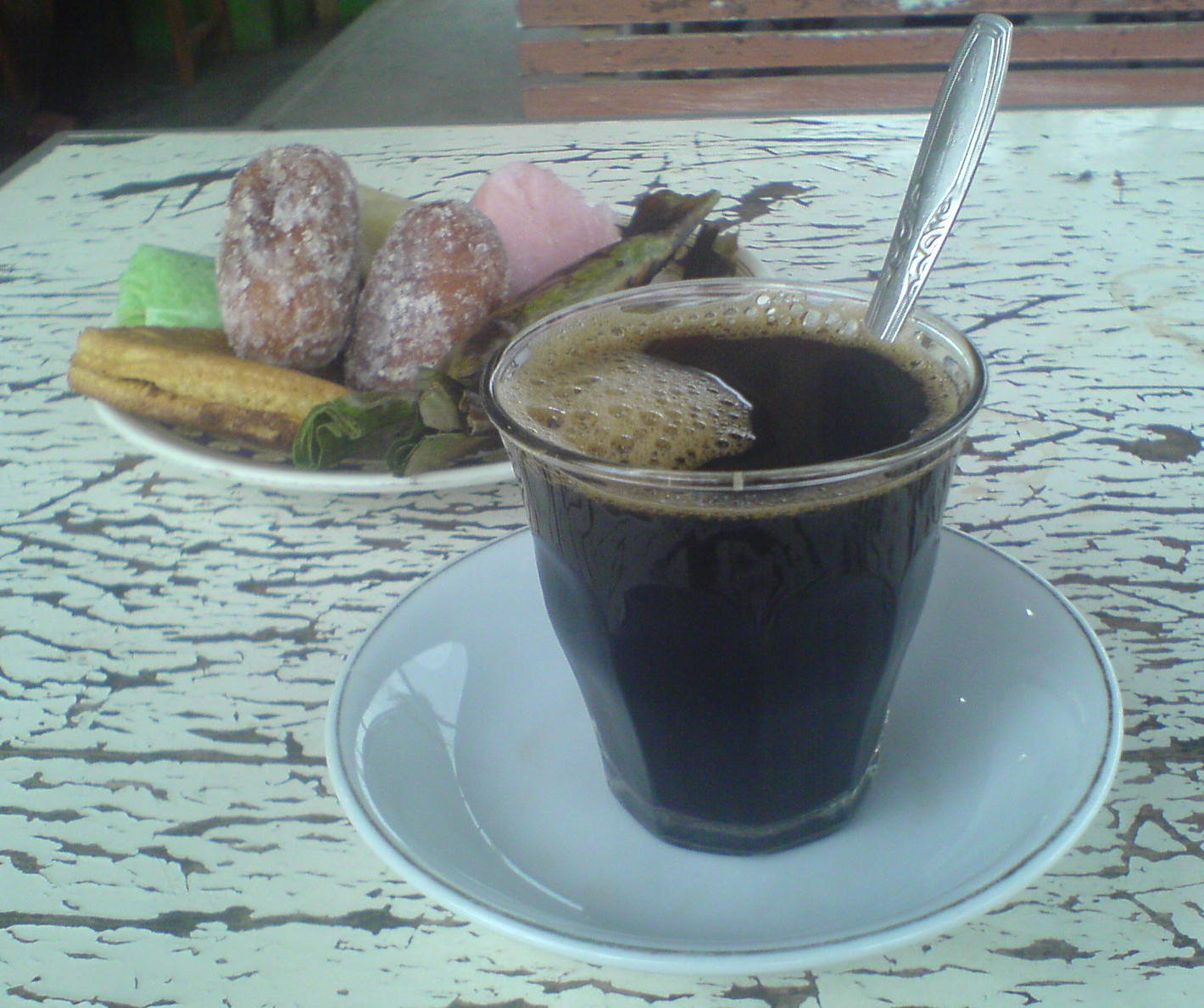
La province d'Aceh est réputée pour son café.

### Langues

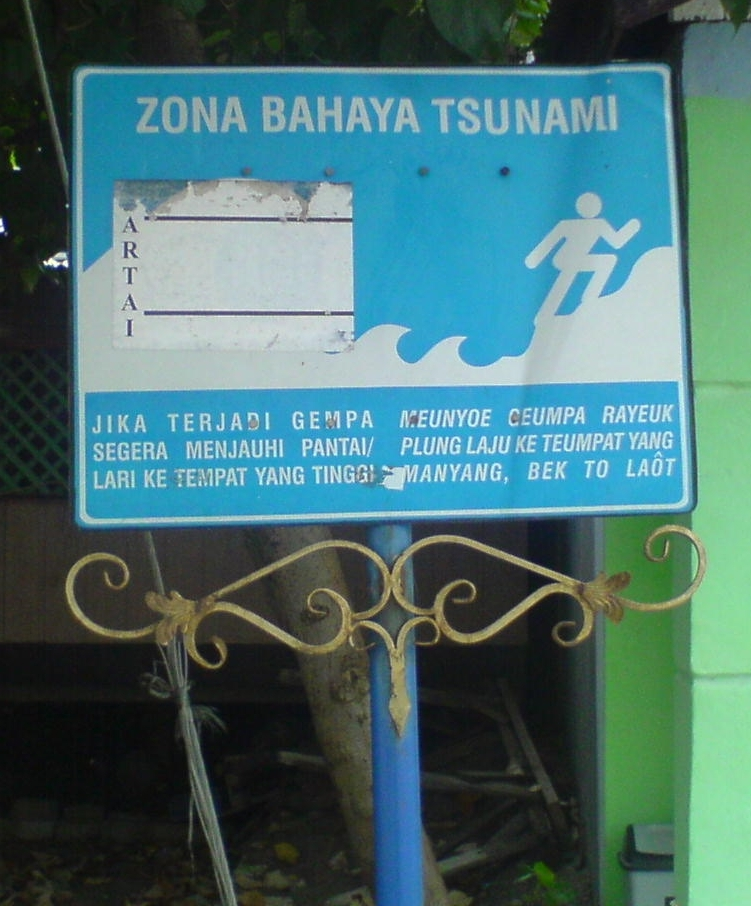
Panneau bilingue indonésien (gauche) et acehnais (droite) : En cas de tremblement de terre, éloignez-vous de la côte et allez à un endroit en hauteur.

L'acehnais (en acehnais : Bahsa Acèh, en indonésien : Bahasa Aceh) est la langue vernaculaire du peuple acehnais. Elle appartient à la branche chamique du groupe malayo-polynésien de la famille austronésienne. Selon le linguiste Paul Sidwell (en), l'acehnais pourrait avoir un substrat austroasiatique. Tous ces éléments suggèrent une origine d'Asie du Sud-Est continentale. L'acehnais est plus proche du cham, parlé au Viêt Nam, que du minangkabau avec lequel il partage une frontière linguistique.
De par son autonomie spéciale, la province d'Aceh confère à la langue acehnaise un statut co-officiel avec l'indonésien. En tant que langue véhiculaire de l'Indonésie, l'indonésien (en indonésien : Bahasa Indonesia, en acehnais : Bahsa Indônèsia) reste la langue de l'administration, des médias et de l'éducation. Elle permet aussi la communication entre les acehnais et les autres groupes ethniques d'Indonésie. Certains établissement scolaires de la province d'Aceh proposent des cours d'acehnais.
Lors du recensement indonésien de 2010, sur 3 millions d'acehnais, 2,5 millions parlaient la langue acehnaise à la maison, soit 84,17%,. Les autres parlaient principalement l'indonésien. Selon le même recensement 91,51% des habitants de la province d'Aceh savaient parler indonésien, principalement en tant que langue seconde,. En 2020, ils étaient 98,44%,. En conséquence, malgré la taille importante de sa communauté linguistique, l'acehnais est considéré comme une langue en danger par l'UNESCO car il est délaissé au profit de l'indonésien, notamment chez les jeunes.

### Littérature

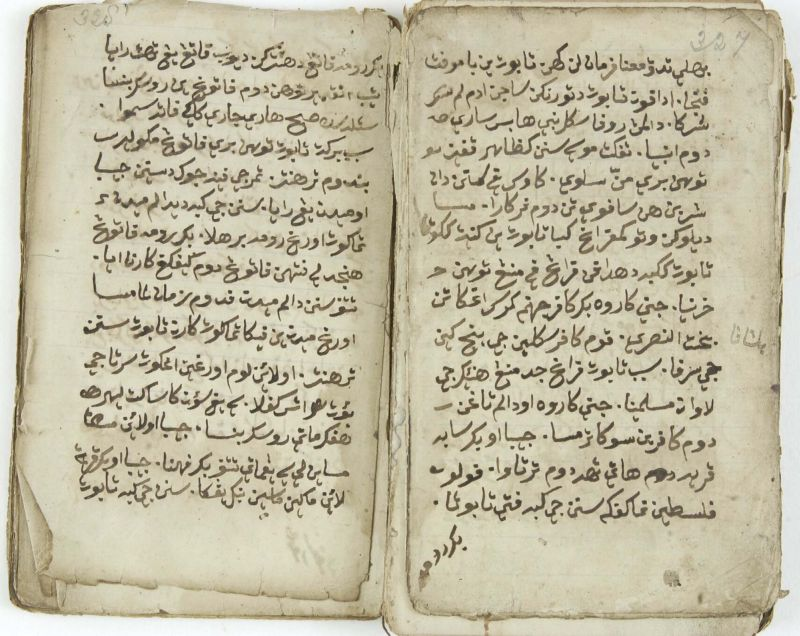
Un manuscrit du Hikayat Prang Sabi (avant la colonisation, l'acehnais s'écrivait avec l'alphabet arabe).

La littérature orale existe à Aceh depuis le IXe siècle mais le plus ancien texte écrit en langue acehnaise date de 1658. Avant la colonisation néerlandaise, la plupart des écrits acehnais étaient des poèmes et des hikayat (épopées en vers). La prose était une forme rare qui était principalement utilisée dans le contexte religieux.
Dès les premières rencontres avec les néerlandais, la littérature acehnaise a servi d'outil à la lutte anticoloniale. Entre 1873 et 1904, pendant la guerre qui oppose le Sultanat d'Aceh aux Pays-Bas qui tentent d'en prendre le contrôle, de nombreux auteurs écrivent des hikayat qui appellent la population acehnaise à la résistance contre l'envahisseur. Cette résistance présentée comme une forme de djihâd (lutte sacrée dans l'islam). Le texte le plus célèbre de ce genre est l'Hikayat Prang Sabi, écrit par Teungku Chik Pante Kulu (id) en 1881. Après l'indépendance de l'Indonésie (1945), des sphères sécessionnistes et ethno-nationalistes se réapproprient ce texte.
L'indépendance entraîne une expansion de la langue indonésienne et le développement d'une littérature indonésienne. Certains acehnais s'illustrent dans cette littérature en langue indonésienne, dont Lesik Kati Ara et Ali Hasjmy.

## Répartition géographique
La population acehnaise en Indonésie est estimée à 4 024 000 personnes en 2015. Au recensement de 2010, 3 404 109 acehnais vivaient en Indonésie dont 3 160 728 dans la province d'Aceh et 243 381 en dehors. Une diaspora de 124 526 acehnais vivait dans la province de Sumatra du Nord, attirés par l'activité des grands centres urbains, notamment Medan. Il y avait également 30 783 acehnais au Java occidental, 27 835 à Jakarta et 60 237 dans le reste du pays.
Environ 90 000 acehnais vivent en Malaisie mais le nombre de malaisiens ayant une origine acehnaise partielle est sans doute plus élevé. Des diasporas sont également présentes en Australie et en Suède,. Les principaux motifs de migration sont les conflits politiques et le tsunami.